# Salpingídeos
Salpingídeos (Salpingidae) são uma família de besouros, na grande subordem Polyphaga . As espécies são pequenas, cerca de 1,5 – 7 mm de comprimento. Esta família está distribuída mundialmente e é composta por cerca de 45 gêneros e 300 espécies.

## Gêneros
Estes 28 gêneros pertencem à família Salpingidae:
- Aegialites Mannerheim, 1853
- Aglenus Erichson, 1845
- Antarcticodomus Brookes, 1951
- Aprostomis Grouvelle, 1913
- Cariderus Mulsant, 1859
- Colposis Mulsant, 1859
- Dacoderus LeConte, 1858
- Elacatis Pascoe, 1860 (false tiger beetles)
- Episcapha Dejean, 1833
- Inopeplus Smith, 1851
- Istrisia Lewis, 1895
- Lissodema Curtis, 1833
- Myrmecoderus Aalbu, Andrews & Pollock, 2005
- Ocholissa Pascoe, 1863
- Parelacatis Chapin, 1923
- Poophylax Champion, 1916
- Rabocerus Mulsant, 1859
- Rhinosimus Latreille, 1805
- Salpingus Illiger, 1801
- Serrotibia Reitter, 1877
- Sosthenes Champion, 1889
- Sphaeriestes Stephens, 1831
- Szekessya Kaszab, 1955
- Tretothorax Lea, 1911-01
- Trogocryptoides Champion, 1924
- Vincenzellus Reitter, 1911
- † Arra Peris et al. 2014 Spanish amber, Albian
- † Eopeplus Kirejtshuk & Nel, 2009 Oise amber, France, Ypresian
- † Protolissodema Alekseev, 2013 Baltic amber, Eocene